# Melanaspis sansevii
Melanaspis sansevii är en insektsart som beskrevs av Mamet 1959. Melanaspis sansevii ingår i släktet Melanaspis och familjen pansarsköldlöss.
Artens utbredningsområde är Madagaskar. Inga underarter finns listade i Catalogue of Life.